# Den enda rätta
Den enda rätta (danska: Den eneste ene)  är en dansk romantisk komedifilm från 1999 i regi av Susanne Bier. I huvudrollerna ses Sidse Babett Knudsen, Niels Olsen, Rafael Edholm och Paprika Steen.

## Handling
Vi får följa två gifta par på jakt efter det perfekta familjelivet med barn och allt därtill. Hudterapeuten Sus lever med sin hetlevrade men charmige italienske make Sonny (som egentligen heter Andrea). Sonny vill inget hellre än att skaffa sig en stor familj med massvis av barn, medan Sus vill inte gärna dra på sig onödiga kilon och allt annat vad graviditet och barn kan innebära. Men efter en lång övertalningsprocess låter Sus sig till slut charmas och övertalas och går sedan i väntans tider med Sonny.
Det andra paret består av den välmenande men tafatte hantverkaren Niller och hans kontrollfreak till hustru, Lizzie. De kan inte få biologiska barn och prövar istället med adoption. Allt verkar gå sin gilla gång emot ett harmoniskt familjeliv, men som i det verkliga livet sker oväntade händelser som gör att saker och ting får en ny twist.

## Rollista i urval
- Sidse Babett Knudsen - Sus
- Niels Olsen - Niller
- Paprika Steen - Stella
- Søs Egelind - Lizzie
- Sofie Gråbøl - Mulle
- Lars Kaalund - Knud
- Rafael Edholm - Andrea aka Sonny
- Hella Joof - adoptionsdamen
- Liv Corfixen - kund på skönhetsklinik
- Charlotte Munck - kund på skönhetsklinik
- Klaus Bondam - präst